# 網 (映画)
『網』（あみ、原題：Jaal）は、1952年に公開されたインドの映画。グル・ダットが監督を務め、デーヴ・アーナンドとギーター・バーリーが主演を務めた。

## キャスト
- トニー・フェルナンデス - デーヴ・アーナンド（英語版）
- マリア - ギーター・バーリー（英語版）
- カルロス - K・N・シン（英語版）
- バドゥルッディーン・ジャマルッディーン・カズィー - ジョニー・ウォーカー（英語版）
- ラシード・カーン（英語版）
- リサ - パルニマ
- サイモン - ラーム・シン
- 警察長官 - ラージ・コースラー（英語版）